# Sergiu Costin
Sergiu Ioan Viorel Costin är en före detta fotbollsspelare från Rumänien som senast spelade som back/mittfältare för Oțelul Galați. Han är född den 21 november 1978 i Bistrița. Han spelade med nummer 18.